# اوبینی (آلیه)
اوبینی (به فرانسوی: Aubigny) یک کمون در فرانسه است که در canton of Moulins-Ouest واقع شده‌است. اوبینی ۱۷٫۱۴ کیلومتر مربع مساحت دارد ۲۱۹ متر بالاتر از سطح دریا واقع شده‌است.